# Michael Berrer
Michael Berrer, född den 1 juli 1980 i Stuttgart, är en tysk före detta professionell tennisspelare. Hans bästa singelresultat på ATP-touren är finalplats vid PBZ Zagreb Indoors 2010 och 2011, i dubbel har han en seger vid BMW Open 2008 i par med Rainer Schüttler.

## Titlar och finaler

### Singel: 2 (2 andraplatser)
| Teckenförklaring                  |
| --------------------------------- |
| Grand Slam (0–0)                  |
| ATP World Tour Finals (0–0)       |
| ATP World Tour Masters 1000 (0–0) |
| ATP World Tour 500 Series (0–0)   |
| ATP World Tour 250 Series (0–2)   |

| Resultat | Nr | Datum           | Turnering                    | Underlag       | Motståndare | Resultat           |
| -------- | -- | --------------- | ---------------------------- | -------------- | ----------- | ------------------ |
| Tvåa     | 1. | 7 februari 2010 | Zagreb Indoors, Kroatien     | Hard court (i) | Marin Čilić | 4–6, 7–6(7–5), 3–6 |
| Tvåa     | 2. | 6 februari 2011 | Zagreb Indoors, Kroatien (2) | Hard court (i) | Ivan Dodig  | 3–6, 4–6           |

### Dubbel: 3 (1 titel, 2 andraplatser)
| Teckenförklaring                  |
| --------------------------------- |
| Grand Slam (0–0)                  |
| ATP World Tour Finals (0–0)       |
| ATP World Tour Masters 1000 (0–0) |
| ATP World Tour 500 Series (0–0)   |
| ATP World Tour 250 Series (1–2)   |

| Resultat | Nr | Datum             | Turnering              | Underlag   | Medspelare       | Motståndare                           | Resultat         |
| -------- | -- | ----------------- | ---------------------- | ---------- | ---------------- | ------------------------------------- | ---------------- |
| Tvåa     | 1. | 18 september 2006 | China Open, Kina       | Hard court | Kenneth Carlsen  | Mario Ančić Mahesh Bhupathi           | 6–4, 6–3         |
| Vinnare  | 2. | 4 maj 2008        | BMW Open, Tyskland     | Grus       | Rainer Schüttler | Scott Lipsky David Martin             | 7–5, 3–6, [10–8] |
| Tvåa     | 3. | 13 juli 2008      | Mercedes Cup, Tyskland | Grus       | Mischa Zverev    | Christopher Kas Philipp Kohlschreiber | 6–3, 6–4         |